# Anton Novačan
Anton Novačan, slovenski politik, dramatik in novelist, * 9. julij 1887, Zadobrova, † 22. marec 1951, Posadas, Argentina.

## Življenje
Rodil se je očetu Janezu in materi Marjani (rojena Višner). Novačan je po gimnaziji v Celju, Karlovcu in Varaždinu študiral pravo v Pragi, kjer je leta 1915 doktoriral. Po diplomiranju je bil nekaj časa zaposlen kot konzul, dokler ga to delo ni izčrpalo. Leta 1921 ustanovil Zemljoradničko stranko za Slovenijo v okviru katere je izdajal časopisa Naša vas in Republikanec. Po prekinitvi službe konzula se je skupaj z ženo vrnil v Celje, kjer je imel odvetniško pisarno. Leta 1915 se je odločil za novo Slovensko republikansko stranko. Na volitvah leta 1923 ni bil več izvoljen, zato je sprejel službo na dvoru. Kralj ga je nagradil z diplomatsko službo; med drugim je bil konzul v Varšavi, Kairu, Brǎili (Romunija), Celovcu in Bariju. Med drugo svetovno vojno je iz okupiranega Beograda zaradi strahu pred nemškim zaporom pobegnil v Palestino, od tam v Kairo, kasneje pa v Trst. Zaradi strahu pred komunizmom se ni upal vrniti domov, temveč sta z ženo odšla v Argentino, kjer sta kupila kmetijo in se preživljala na ta način. Delo ga je izčrpalo telesno, oddaljenost od doma pa psihično, zato je leta 1951 nenadoma umrl. Njegovi želji, da ga pokopljejo doma, je žena čez nekaj let ugodila, prinesla pepel domov, tako da danes počiva v Vojniku.

## Delo
V vlogi pisatelja se je preizkusil že v času pred prvo svetovno vojno z dvema knjigama novel in črtic Naša vas I. (1912) in Naša vas II. (1913), ki govorita o usodi vsakdanjega človeka. Sprva je bil sodobnik moderne, pripovednik in svobodomiselen dramatik, ki je pisal pod vplivom naturalizma, impresionizma in Ivana Cankarja. Med opravljanjem odvetniškega poklica sta nastali drami Veleja (1921) in Samosilnik (1923), Herman Celjski pa je nastal leta 1928 kot prvi del trilogije o Celjskih grofih. V tej drami gre za eno najizrazitejših dramskih obdelav te zgodovinske snovi; poleg privlačnosti do te tematike je bil prepričan tudi, da je grofovskega porekla. Napisal je tudi dve manj znani drami, in sicer Amfiktionije ali Janez Goligleb in Nadčlovek. V britanski internaciji je začel pisati zbirko 240-tih sonetov Peti evangelij, v katerih je realistično upesnil del Jezusovega življenja in ga vzporejal s svojim. V kasnejših delih je uporabljal svetopisemsko snov, uporabljal je homerski slog, ljudsko motiviko in spomine na domovino. 
Novačan je v prozi in verzih izražal svoj temperament, svobodnjaško osebnost, drzno romantiko, naturalizem, čudaštvo in izvirnost.